# Municipio Huacareta
Das Municipio Huacareta (vollständig: San Pablo de Huacareta) ist ein Verwaltungsbezirk im Departamento Chuquisaca im südamerikanischen Anden-Staat Bolivien.

## Lage im Nahraum
Das Municipio Huacareta ist eines von zwei Municipios der Provinz Hernando Siles und umfasst deren zentralen südlichen Bereich. Es grenzt im Norden an das Municipio Monteagudo, im Westen an die Provinz Sud Cinti, im Süden an das Departamento Tarija und im Osten an die Provinz Luis Calvo.
Das Municipio erstreckt sich etwa zwischen 20° 06' und 21° 01' südlicher Breite und 63° 49' und 64° 15' westlicher Länge, seine Ausdehnung von Westen nach Osten beträgt bis zu 45 Kilometer, von Norden nach Süden bis zu 100 Kilometer.
Das Municipio umfasst 106 Gemeinden (localidades), der zentrale Ort des Municipios ist die Ortschaft San Pablo de Huacareta mit 1524 Einwohnern (Volkszählung 2012) im nördlichen Teil des Municipios. Zweitgrößte Ortschaft in dem Municipio ist Ñacamiri mit 406 Einwohnern.

## Geographie
Das Municipio Huacareta liegt im feuchten, subandinen Chaco Boliviens am Rand der südöstlichen Ausläufer der bolivianischen Cordillera Central. In den Monaten Mai bis September herrscht in der Region eine ausgeprägte Trockenzeit, während die Monate Dezember bis Februar durch teils heftige Regenfälle gekennzeichnet sind.
Die jährliche Durchschnittstemperatur liegt bei 22 °C (siehe Klimadiagramm Monteagudo), die Monatswerte schwanken zwischen 17 °C im Juni und knapp 25 °C im Dezember. Der Jahresniederschlag beträgt etwa 700 mm, mit monatlichen Werten unter 20 mm von Mai bis September und Höchstwerten von 120 bis 130 mm von Dezember bis Februar.

## Bevölkerung
Die Einwohnerzahl ist zwischen 1992 und 2024 um rund ein Drittel zurückgegangen:
| Jahr | Einwohner | Quelle       |
| ---- | --------- | ------------ |
| 1992 | 10.015    | Volkszählung |
| 2001 | 10.007    | Volkszählung |
| 2012 | 8.280     | Volkszählung |
| 2024 | 7.201     | Volkszählung |

Die Bevölkerungsdichte bei der letzten Volkszählung von 2024 betrug 2,46 Einwohner/km², der Alphabetisierungsgrad bei den über 15-Jährigen lag im Jahr 2001 bei 66,1 Prozent. Die Lebenserwartung der Neugeborenen betrug 63,0 Jahre, die Säuglingssterblichkeit war von 10,1 Prozent (1992) auf 6,8 Prozent im Jahr 2001 zurückgegangen.
95,4 Prozent der Bevölkerung sprechen Spanisch, 29,1 Prozent sprechen Guaraní, und 4,6 Prozent sprechen Quechua. (2001)
92,3 Prozent der Bevölkerung haben keinen Zugang zu Elektrizität, 78,9 Prozent leben ohne sanitäre Einrichtung (2001).
63,3 Prozent der 1.949 Haushalte besitzen ein Radio, 10,4 Prozent einen Fernseher, 13,5 Prozent ein Fahrrad, 0,6 Prozent ein Motorrad, 4,8 Prozent ein Auto, 8,5 Prozent einen Kühlschrank, und 1,8 Prozent ein Telefon. (2001)

## Politik
Ergebnis der bei den Regionalwahlen (concejales del municipio) vom 4. April 2010:
| Wahl- berechtigte |  | Wahl- beteiligung | gültige Stimmen |  | LIDER  | MAS-IPSP | NA-C   | PAIS  | MSM   |
| ----------------- |  | ----------------- | --------------- |  | ------ | -------- | ------ | ----- | ----- |
| 3.534             |  | 3.115             | 2.564           |  | 990    | 805      | 527    | 194   | 48    |
|                   |  | 88,1 %            | 82,3 %          |  | 38,6 % | 31,4 %   | 20,6 % | 7,6 % | 1,9 % |

Ergebnis der Regionalwahlen (elecciones de autoridades políticas) vom 7. März 2021:
| Wahl- berechtigte |  | Wahl- beteiligung | gültige Stimmen |  | MAS-IPSP | CST     | UNIDOS | BSTH   | C-A    | MNR    |
| ----------------- |  | ----------------- | --------------- |  | -------- | ------- | ------ | ------ | ------ | ------ |
| 4.591             |  | 3.874             | 3.012           |  | 1.487    | 972     | 186    | 164    | 138    | 65     |
|                   |  | 84,38 %           | 77,75 %         |  | 49,37 %  | 32,27 % | 6,18 % | 5,44 % | 4,58 % | 2,16 % |

## Gliederung
Das Municipio Huacareta untergliederte sich bei der letzten Volkszählung von 2012 in die folgenden drei Kantone (cantones):
- 01-0502-1 Kanton Huacareta – 53 Gemeinden – 4.808 Einwohner (2001: 5.255 Einwohner)
- 01-0502-2 Kanton Añimbo – 28 Gemeinden – 2.082 Einwohner (2001: 2.619 Einwohner)
- 01-0502-3 Kanton Rosario del Ingre – 25 Gemeinden – 1.390 Einwohner (2001: 2.133 Einwohner)

## Ortschaften im Municipio Huacareta
- Kanton Huacareta
  - Huacareta 1524 Einw. – Ñacamiri 406 Einw.

- Kanton Añimbo
  - Uruguay 369 Einw. – Añimbo 186 Einw.

- Kanton Rosario del Ingre
  - Rosario del Ingre 306 Einw.